# Джибутийско-турецкие отношения
Джибутийско-турецкие отношения — двусторонние дипломатические отношения между Джибути и Турцией.

## История
Дипломатические отношения между Турцией и Джибути были официально установлены в 1977 году.

## Визиты
Президент Джибути Исмаил Омар Гелле посетил Турцию 16—17 января 2009 года и 19—20 декабря 2017 года. Исмаил Омар Гелле также нанёс визит Турции в период с 23 по 25 апреля 2015 года в рамках церемонии празднования 100-летия Дарданелльской операции. Он также присутствовал на церемонии приведения к присяге президента Турции Реджепа Тайипа Эрдогана 9 июля 2018 года.
23—25 января 2015 года президент Турции Реджеп Тайип Эрдоган посетил Джибути. Во время визита было принято решение о строительстве плотины Дружбы Амбули (выделено 20 млн $) и второй мечети Абдулхамида Хана, финансирующейся турецким фондом «Дийянет». Эти два проекта являются двумя важными символами дружбы между странами.
7—12 июля 2019 года председатель Национального собрания Джибути Мохамед Али Хумед со своими депутатами парламента посетил Турцию.
27—29 ноября председатель Великого национального собрания Турции Мустафа Шентоп принял участие в 42-й конференции Африканского парламентского союза по приглашению председателя парламента Джибути. По случаю этого визита 29 ноября официально была открыта вторая мечеть Абдулхамида Хана.
18—19 февраля 2020 года в Анкаре состоялось 4-е заседание Совместной экономической комиссии «Турция-Джибути». Министр иностранных дел Турции Мевлют Чавушоглу встретился с министром иностранных дел и международного сотрудничества Джибути Махмудом Али Юсуфом.

## Экономические отношения
Объём торговли между двумя странами составил 196 млн $ в 2018 году и 255 млн $ в 2019 году. В 2020 году этот показатель достиг 319 млн $.
Турция предоставляет Джибути стипендии для получения высшего образования в рамках программы стипендий «Türkiye Scholarships». С 1992 года более 240 джибутских студентов получили такие стипендии. Количество стипендий, выделенных джибутийским студентам в течение 2019—2020 учебного года, составило 16.

## Визовая политика
Гражданам Турции с обычными паспортами, которые отправляются в Джибути, требуется получить визу, а граждане со служебными, специальными и дипломатическими паспортами освобождаются от визы на срок до трёх месяцев. Хотя на практике визы могут быть выданы на пограничных переходах, предварительная виза требуется в посольстве Джибути, поскольку такого режима нет. Гражданам Турции важно сделать прививки от жёлтой лихорадки, гепатита и столбняка и принять меры против малярии до своего визита в Джибути. Полезно использовать закрытую питьевую воду и избегать сырой пищи.

## Дипломатические представительства
В настоящее время у Турции есть посольство в Джибути с 2013 года, а у Джибути есть посольство в Анкаре с 2012 года.